# Hassan II của Maroc
Hassan II, (الحسن الثاني) (9 tháng 7 năm 1929 – 23 tháng 7 năm 1999) là vua của Vương quốc Maroc (Amir al-Mu'minin). Ông lên ngôi vào ngày 26 tháng 2 năm 1961 khi phụ hoàng của ông là Vua Mohammed V băng hà. Ông tại vị đến khi qua đời ở tuổi 70 vào ngày 23 tháng 7 năm 1999.
Ông là vị vua thứ 30 của triều đại Alaouite, triều đại cai trị Maroc từ năm 1660 đến nay, Hassan II đã tiến hành nhiều cải cách xã hội tại quốc gia này.